# Odonteus alabamensis
Odonteus alabamensis is een keversoort uit de familie cognackevers (Bolboceratidae). De wetenschappelijke naam van de soort werd in 1929 gepubliceerd door John Braithwaite Wallis.